# Ашерст, Генри
Генри Фаунтейн Ашерст (англ. Henry Fountain Ashurst; 13 сентября 1874, Уиннемакка, Невада — 31 мая 1962, Вашингтон) — американский политик, сенатор США от штата Аризона (1912—1941).

## Биография
Родился 13 сентября 1874 года в городе Уиннемакка (Невада), спустя некоторое время семья переселилась на ранчо юго-восточнее города Флагстафф. По окончании государственной школы работал ковбоем, затем надзирателем в тюрьме округа Коконино и стенографистом. В 1896 году окончил Стоктонский бизнес-колледж, изучал право в Мичиганском университете. Начал юридическую практику в городе Уильямс (Аризона).
В 1897 году избран в Палату представителей территории Аризона, в 1899 году стал её спикером. В 1903 году состоял в Сенате территории Аризона. С 1905 по 1908 год занимал должность прокурора округа Коконино, в 1909 году переехал в Прескотт (Аризона) и продолжил юридическую практику. После получения Аризоной статуса штата избран как демократ в Сенат США 27 марта 1912 года.
Состоял в Юридическом комитете Сената в период президентства Франклина Рузвельта. Добился проведения законодательства об учреждении учебного заведения, получившего в дальнейшем известность как Университет Северной Аризоны. В 1940 году потерпел поражение на праймериз Демократической партии и в 1941—1943 годах состоял в Совете по рассмотрению прошений о приёме в гражданство Министерства юстиции. Скончался 31 мая 1962 года, похоронен рядом с женой, Элизабет Ашерст — урождённой Рено (Renoe), скончавшейся в 1939 году, в городе Прескотт (Аризона).